# RR-345
A  RR-345 é uma rodovia brasileira do estado de Roraima. Essa estrada intercepta a BR-174.
Está localizada na região Centro-Norte do estado, atendendo ao município de Mucajaí, numa extensão de 12 quilômetros.